# Jon Sigurdson
Jon Sture Sigurdson, född 12 februari 1935, död 6 september 2013, var en svensk vetenskapspolitisk analytiker, som genom egen aktiv forskning gjorde sig ett namn som expert på Stilla havs-Asien, senast verksam vid Handelshögskolan i Stockholm även som emeritus.
Som forskare inom vetenskapspolitik utvecklade Sigurdson särskild kompetens inom teknikförvaltning på nationell och företagsnivå. Han var under de senaste 40 åren aktivt involverad i Östasien-studier med omfattande vistelser i Kina, Hongkong och Japan. Hans senaste forskning förde honom som gästprofessor till Japan, Singapore, Taiwan och Australien och på korta forskningsbesök till de flesta länder i regionen.

## Tidiga år
Efter sin grundutbildning blev Sigurdson 1964 stationerad som kulturattaché på Sveriges ambassad i Peking i tre år, innan han 1967 övergick till tjänster i Finansdepartementet och Näringsdepartementet.  Han lämnade anställningarna i statsförvaltningen 1974 för fortsatt akademisk forskning.
Sigurdson var gift två gånger och har i första äktenskapet två söner, Ola och Per.

## Akademisk karriär
Sigurdson tog upp sina akademisk karriär med en fördjupad studie av landsbygdens industrialisering i Kina. Han blev senare professor vid Lunds universitet och chef för Forskningspolitiska institutet där.
Efter att ha tillbringat en tid på ett Japan-stipendium för seniorforskare blev han chef för programmet Östasiens vetenskap, teknik och kultur vid Handelshögskolans i Stockholm  European Institute of Japanese Studies, EIJS. Där höll han fram till 1999 en av Astra säskilt tillsatt professur i Östasiatisk vetenskap, teknik och kultur.
Sigurdson har publicerat ett 20-tal böcker och ett antal vetenskapliga artiklar inom området.